# Letecká základna Ramon
Letecká základna Ramon (hebrejsky בסיס חיל-האוויר רמון‎, Besis chejl ha-avir Ramon, doslova „Ramonova letecká základna“) je základna Izraelského vojenského letectva, nacházející se jihozápadně od města Beerševa poblíž města Micpe Ramon. Někdy označována též jako Kanaf 25 (hebrejsky כנף 25‎, doslova „Křídlo 25“), byla dříve známa pod názvem Matred. Byla postavena na základě financovaní z americko-izraelských vládních zdrojů v rámci přesunu izraelských leteckých základen ze Sinajského poloostrova poté, co byl vrácen Egyptu po uzavření dohod z Camp Davidu. K roku 2008 je jejím velitelem plukovník Ziv Levy.

## Jednotky
- 113. peruť – AH-64D
- 119. peruť – F-16I
- 190. peruť – AH-64
- 201. peruť – F-16I
- 253. peruť – F-16I